# Peter Yorck von Wartenburg
Peter greve (Graf) Yorck von Wartenburg (født 13. november 1904 i Klein-Öls ved Ohlau, Niederschlesien, død 8. august 1944 i Plötzensee) var en tysk jurist og modstandsmand, som deltog i 20. juli-attentatet i 1944.

## Biografi
Han tilhørte en slægt af schlesiske godsejere og var oldebarn af de preussiske generaler prins Louis Ferdinand af Preussen og grev Johann David Ludwig Yorck von Wartenburg samt af filosofen Paul Yorck von Wartenburg. Efter Abitur (artium) i Rossleben (Schlesien) studerde han fra 1923 i Bonn og Breslau. Under studiet blev han medlem af studenterorganisationen Corps Borussia Bonn, som mange sønner af den tyske højadel, deriblandt den senere kejser Wilhelm II, havde været medlem af. I 1927 blev han dr. jur.
I 1938 mødte han ved en familiesammenkomst sin fjerne slægtning grev Helmuth James von Moltke. Dermed kom han i kontakt med konservative, som var modstandere af nazi-regimet, herunder hans fætter, grev Berthold Schenk von Stauffenberg, og Adam von Trott zu Solz. Med dem og Fritz-Dietlof von der Schulenburg og grev Ulrich Wilhelm Schwerin von Schwanenfeld diskuterede han Tysklands forfatning efter nazismen.
Ved begyndelsen af 2. verdenskrig var han løjtnant og adjutant ved et panserregiment. Hans modstand mod regimet og afvisning af krigen blev forstærket efter at hans broder døde i krigen. I 1940 var han med til grundlæggelse af modstandsgruppen Kreisauer Kreis. I 1942 blev han tilknyttet rustningsministeriet, da en skade gjorde, at han ikke kunne tjenestegøre ved fronten. Da Moltkes lejlighed i Berlin blev bombet i 1943 flyttede han ind hos Yorck v. Wartenburg i Hortensienstraße 50 i Berlin-Lichterfelde. Efter at Moltke blev arresteret og efter nærmere kontakt med Claus von Stauffenberg gik Yorck v. Wartenburg ind for, at attentatplanerne mod Hitler skulle udføres.
Yorck v. Wartenburg havde tiltænkt sig rollen som statssekretær for vicekansler Wilhelm Leuschner, men dagen efter at attentatet mislykkedes, blev han arresteret, og den 8. august samme år blev han dømt til døden. Han blev hængt samme dag i Plötzensee.
Peter Yorck von Wartenburg var gift med Marion Winter.